# Propsteikirche St. Trinitatis

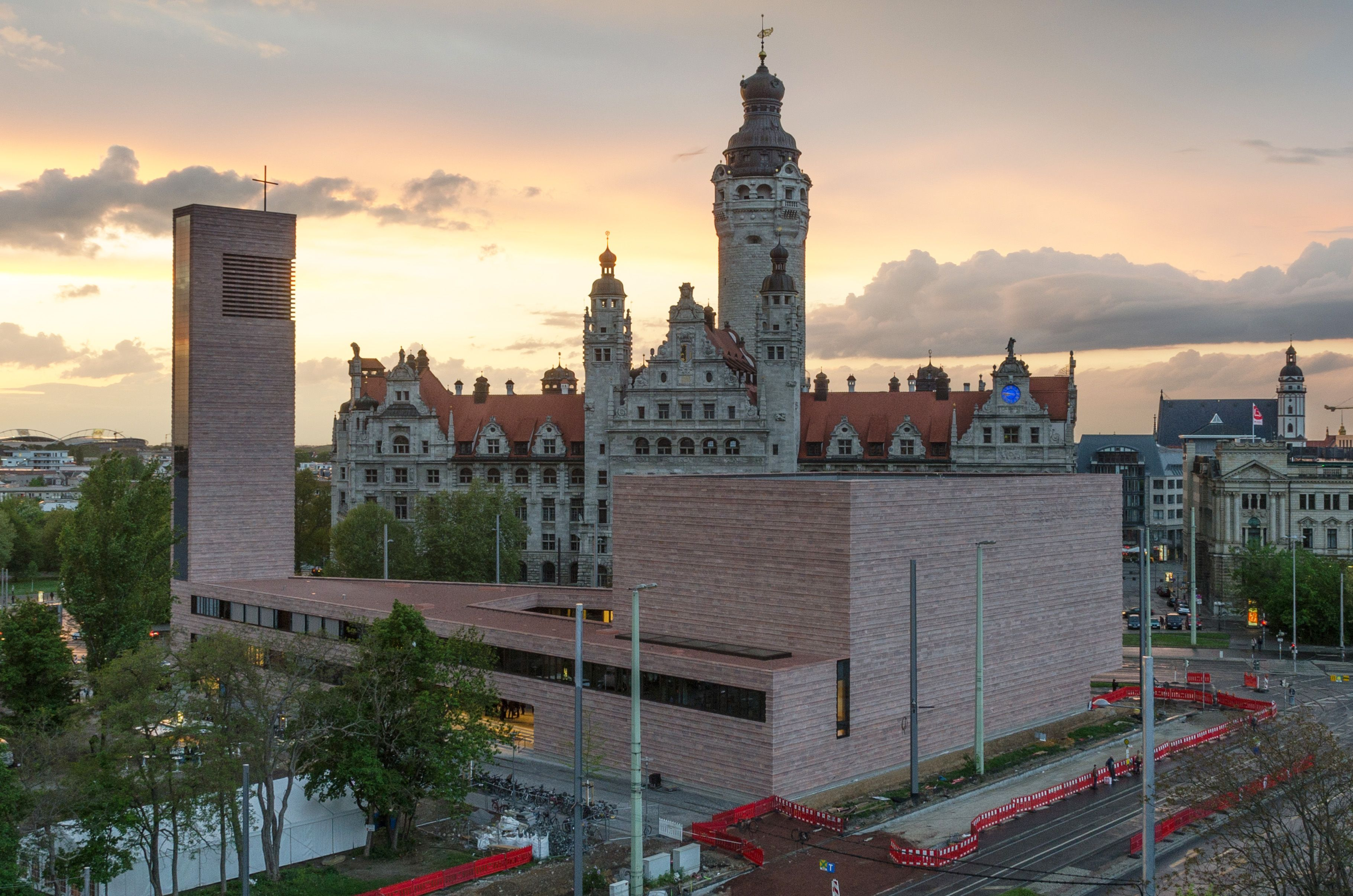
Neue Propsteikirche St. Trinitatis am Tage ihrer feierlichen Eröffnung 2015.

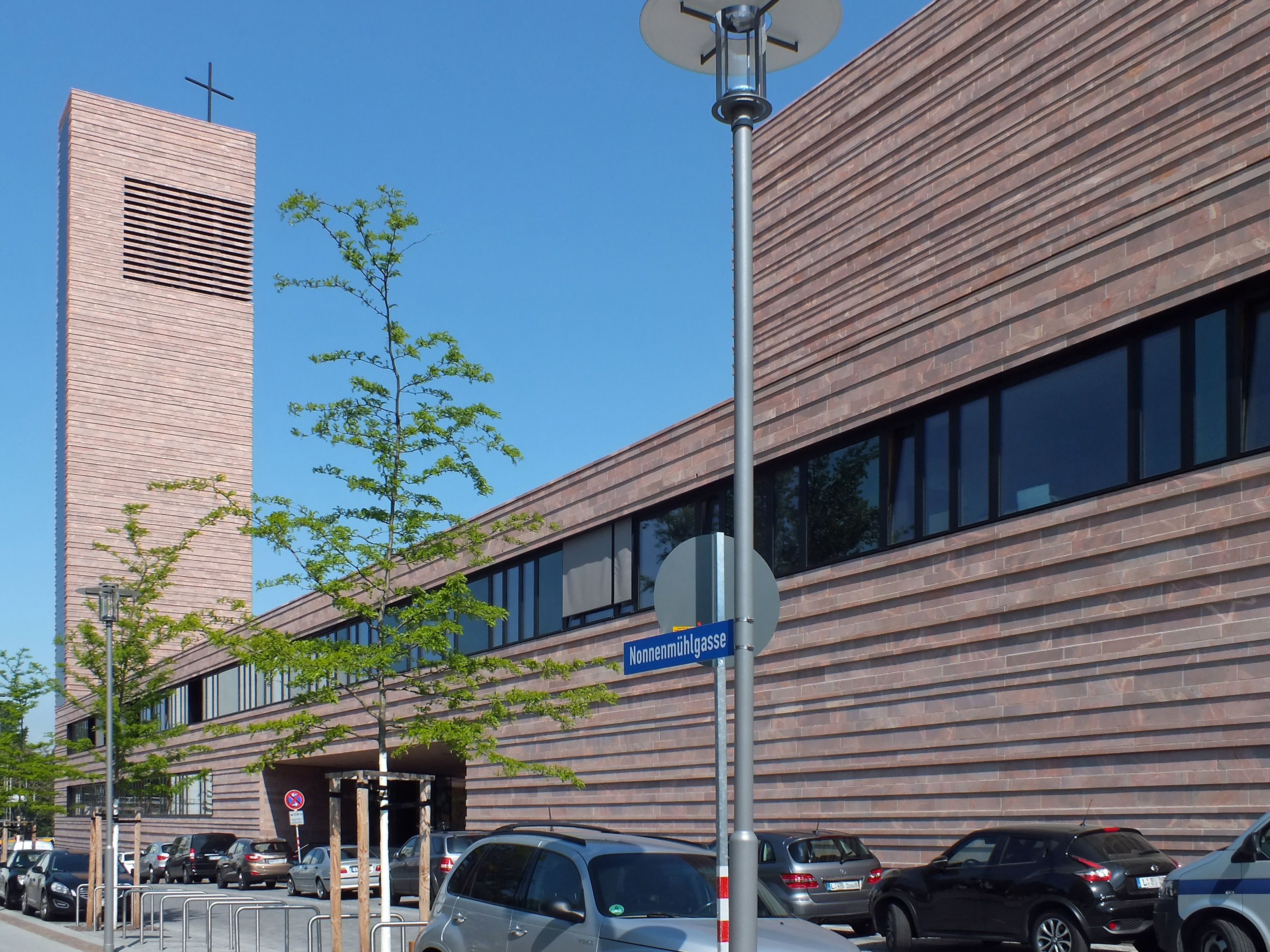
Von der Nonnenmühlgasse aus
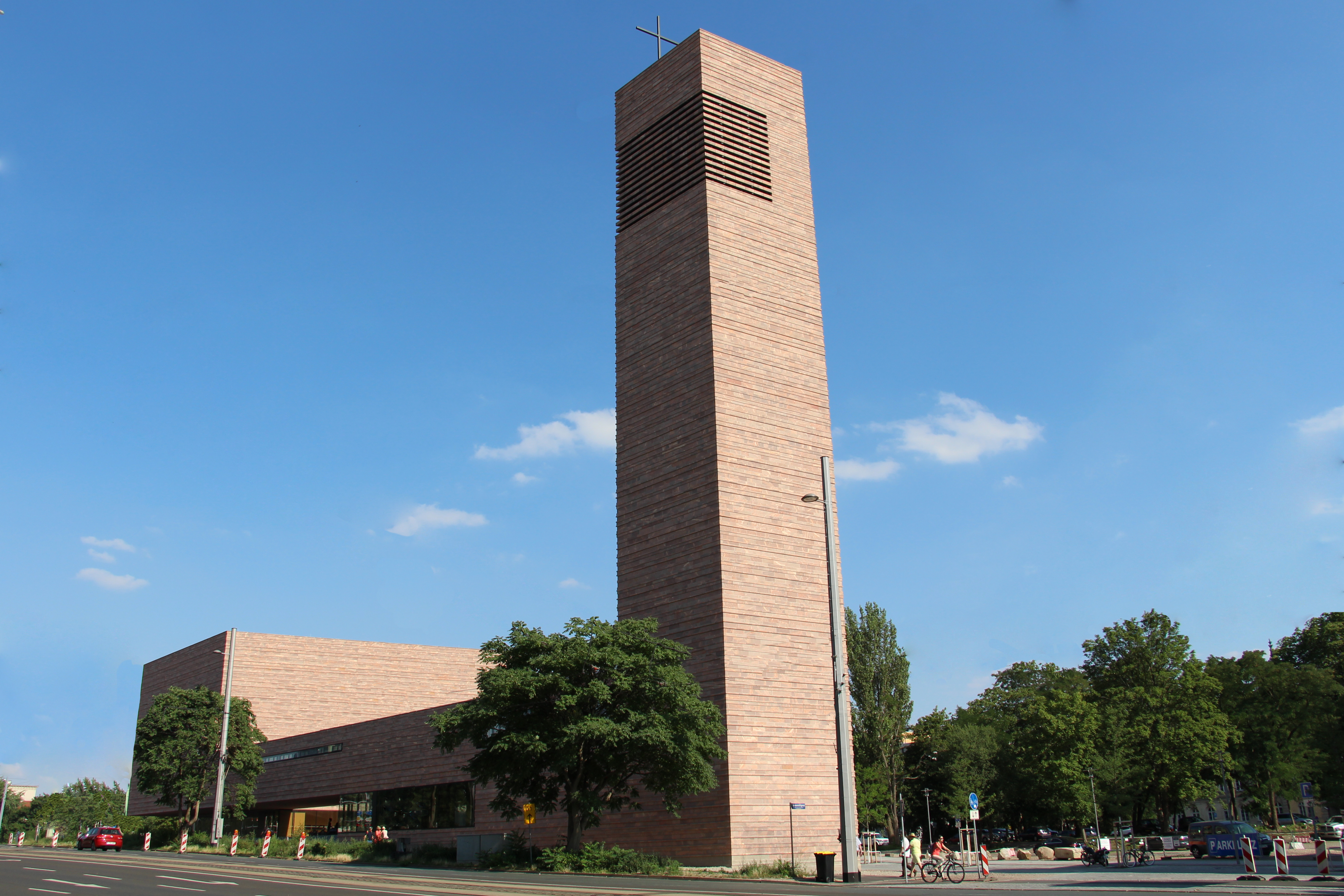
Von der Martin-Luther-Straße aus
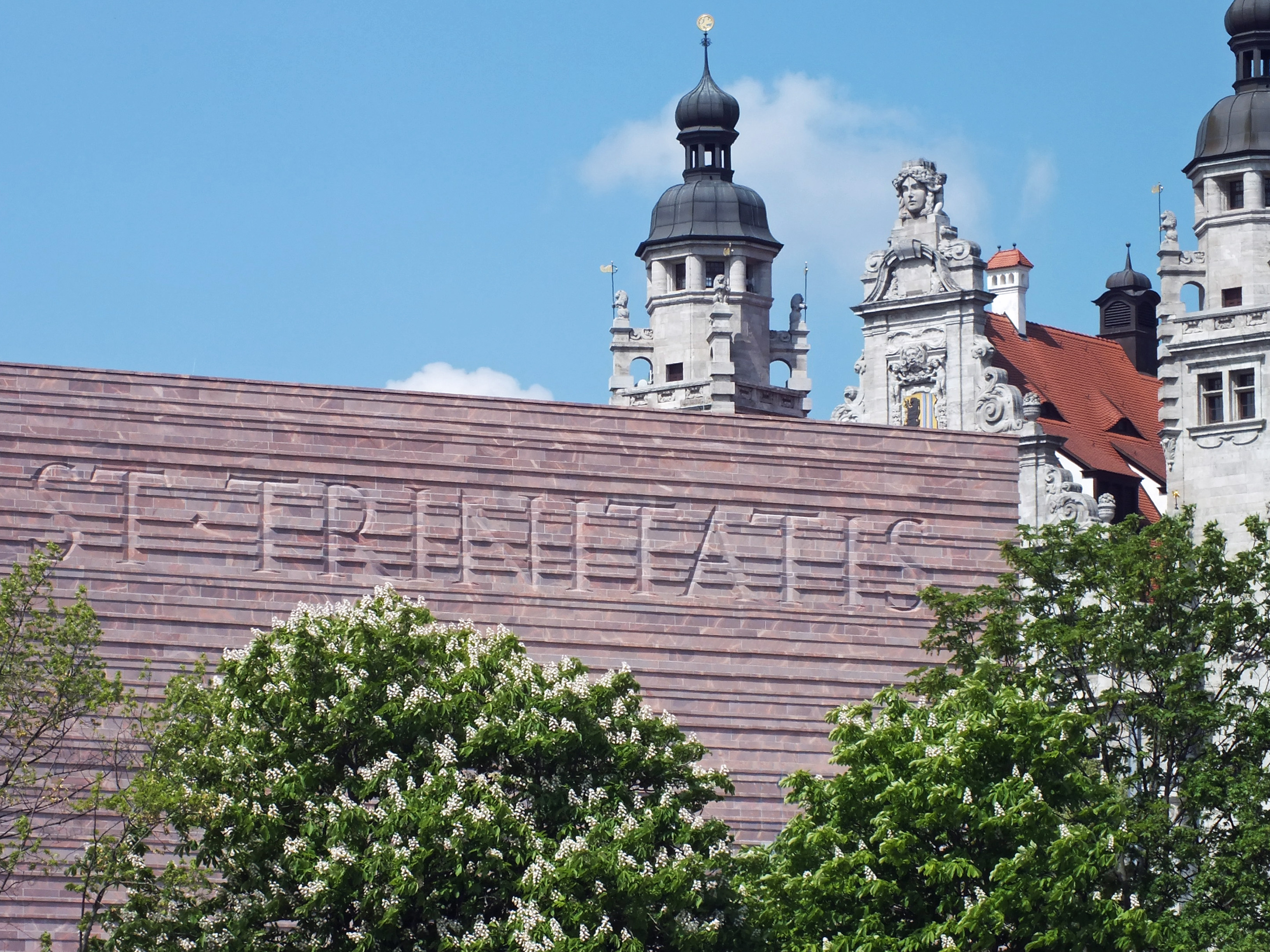
Der Namenszug an der Ostwand

Die Propsteikirche St. Trinitatis ist ein römisch-katholischer Kirchenbau in der Innenstadt von Leipzig. Die Kirche steht auf einem Grundstück gegenüber dem Neuen Rathaus, an der Nonnenmühlgasse 2. Sie ist die Pfarrkirche der Leipziger Propsteigemeinde St. Trinitatis und gehört zum Dekanat Leipzig im Bistum Dresden-Meißen.
Die Trinitatiskirche wurde am 9. Mai 2015 geweiht und ist der größte Kirchenneubau in den „neuen Bundesländern“ seit der Friedlichen Revolution 1989 in der DDR und der Deutschen Einheit 1990. Das Ensemble umfasst außer dem Kirchenraum einen großen Gemeindesaal, Priesterwohnungen und Büroräume.

## Erste und zweite Trinitatiskirche in Leipzig
Die Propsteikirche St. Trinitatis ist die dritte Trinitatiskirche in Leipzig.
Die erste Trinitatiskirche wurde im Jahr 1847 westlich des Neuen Rathauses in der Rudolphstraße errichtet und 1923 von Bischof Schreiber zur Propsteikirche erhoben. Dieses Kirchengebäude wurde 1943 bei Bombenangriffen schwer beschädigt; erhalten blieben lediglich die Außenmauern und der Kirchturm. Im Jahre 1954 wurde die Kirchenruine, da man einen größeren Neubau anstrebte, gesprengt. Die Gemeinde erhielt auch zunächst eine Genehmigung für diesen, die dann allerdings durch die SED-Regierung zurückgezogen wurde.
Nach dem Krieg nutzte die Propsteigemeinde diverse Kirchenräume der evangelischen Gemeinden Leipzigs (u. a. die 1968 gesprengte Universitätskirche). Der Propsteichor war jahrelang in der Nikolaikirche zu Proben und Aufführungen zu Gast.
Erst Ende der 1970er-Jahre erhielt die Propsteigemeinde nach zähen Verhandlungen nochmal eine Genehmigung für den Bau einer neuen Pfarrkirche. Diese zweite Trinitatis-Propsteikirche wurde nach Plänen der Bauakademie der DDR (mit Ausstattungsstücken des Berliner Metallbildhauers Achim Kühn) errichtet und 1982 fertiggestellt und geweiht. Die Entweihung der zweiten Trinitatiskirche wurde am 3. Mai 2015 mit der Messe zur Profanierung durch Propst Gregor Giele vorbereitet. Damit handelt es sich bei diesem Gebäude, das im Juni 2015 unter Denkmalschutz gestellt wurde, nicht mehr um eine Kirche. Stand 2022 ist das Kirchengebäude abgerissen und die Bauarbeiten für Wohnungen wurden begonnen. Der Glockenturm ist erhalten.

## Hintergründe und Planung des Neubaus
Bereits kurz nach Fertigstellung der zweiten Propsteikirche von 1982 zeigten sich an dem Neubau erhebliche Bauschäden. Im Laufe der Folgejahre verschlechterte sich der Bauzustand zunehmend. Die Kosten für die laufenden Sanierungen, den Unterhalt und die Beheizung der Propsteikirche erwiesen sich mehr und mehr als unkalkulierbar. Zudem erwies sich die Randlage der Kirche für die seit Mitte der 1990er-Jahre wachsende Propsteigemeinde als nachteilig.
Vor diesem Hintergrund wurde in der ersten Hälfte der 2000er-Jahre der Plan entwickelt, eine neue Propsteikirche zu bauen, und das Vorhaben am 10. November 2008 auf einer Pressekonferenz der Öffentlichkeit vorgestellt. Der Neubau ist auch bemerkenswert, weil Leipzig nur rund 20.000 Katholiken zählt, was einem Bevölkerungsanteil von etwa dreieinhalb Prozent entspricht.
Das Grundstück, auf dem die erste Propsteikirche stand, ist seit dem Verschwinden der Kirchenruine unbebaut. Da es jedoch Bestandteil des Schulhofes der angrenzenden Anna-Magdalena-Bach-Schule ist, stand es für den Neubau nicht zur Verfügung. Die Stadt Leipzig stellte ein in Sichtweite vom alten Kirchenstandort liegendes Grundstück zwischen Martin-Luther-Ring, Peterssteinweg und Nonnenmühlgasse zur Verfügung, welches die Gemeinde im Jahr 2007 käuflich erwarb. Die Adresse des Propsteipfarramtes St. Trinitatis, Nonnenmühlgasse 2, erinnert daran, dass die Kirche auf dem Grund des durch die Reformation untergegangenen Nonnenklosters St. Georg steht.

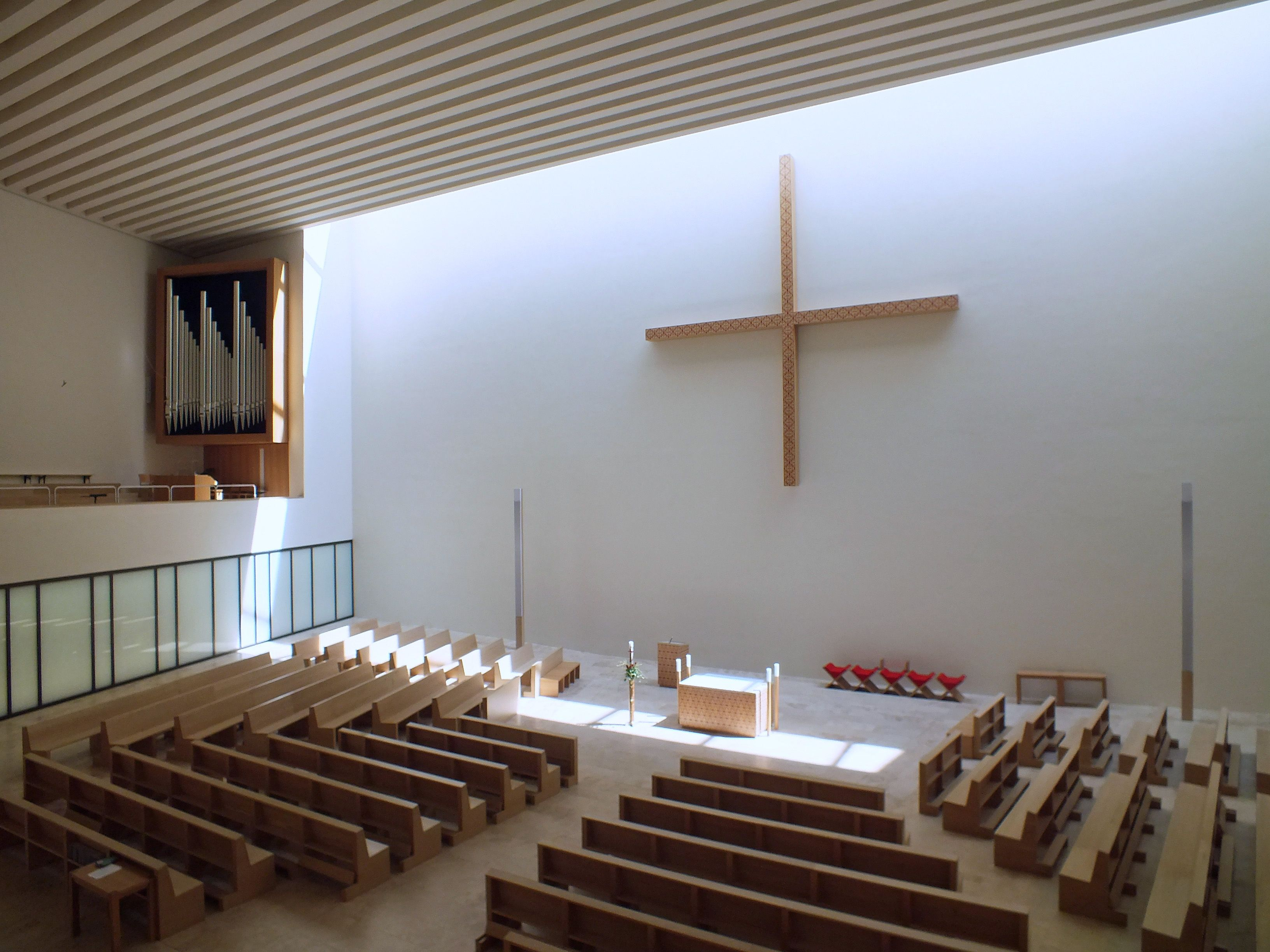
Der Kirchenraum der Neuen Propsteikirche

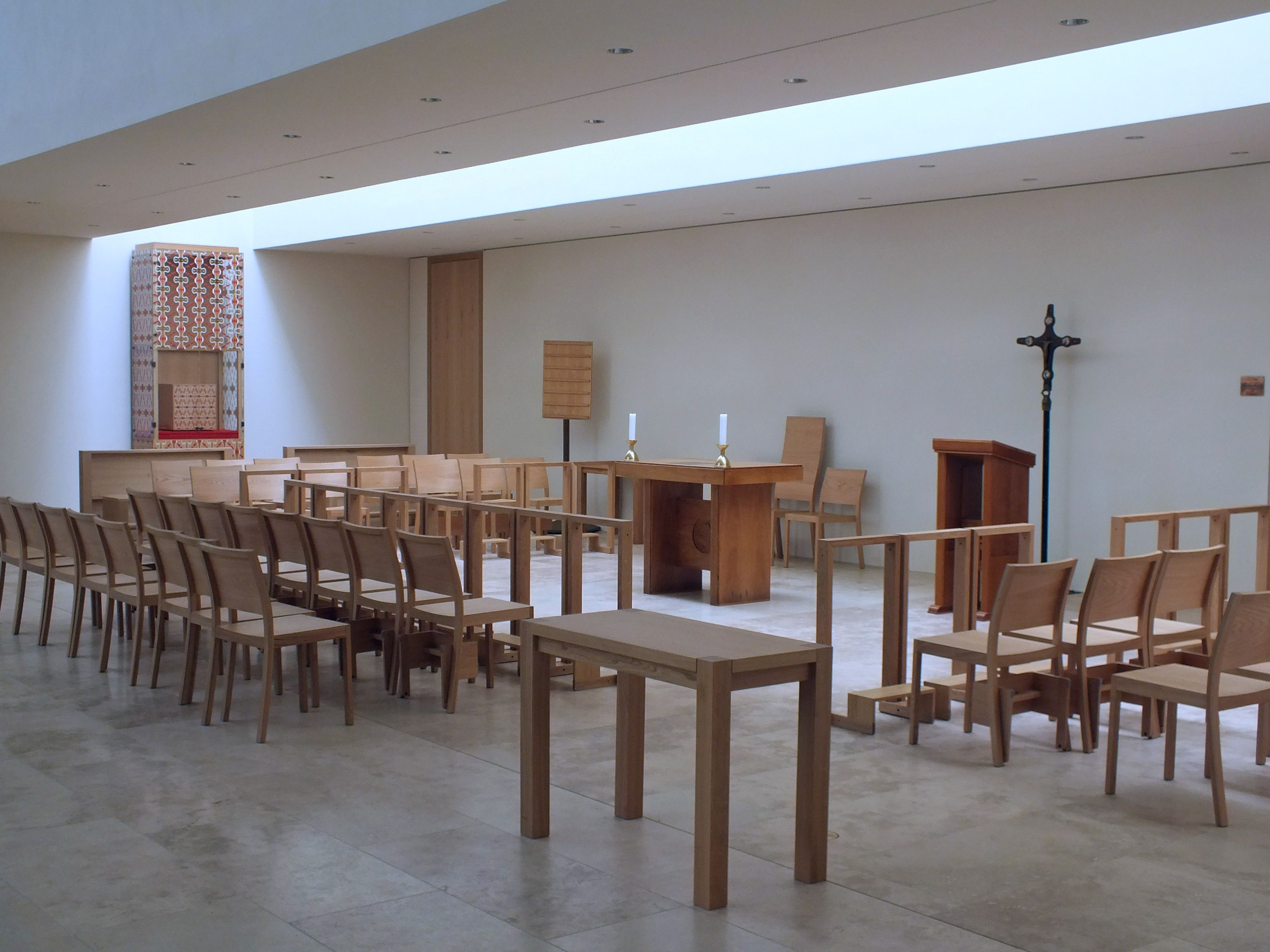
Die Werktagskapelle

Im Jahr 2009 wurde ein internationaler Architektenwettbewerb für den Neubau ausgeschrieben, an dem sich 20 Architekturbüros beteiligten. Acht Entwürfe kamen in die zweite Phase des Wettbewerbs. Am 7. Dezember 2009 entschied sich das Preisgericht, das mit Architekten aus Deutschland, einer Vertreterin der Deutschen Bundesstiftung Umwelt, Vertretern aus Stadtverwaltung und Stadtrat sowie der Propsteigemeinde besetzt war, für den Entwurf des Architektenbüros Schulz und Schulz Architekten GmbH (Leipzig). Dieser sah im östlichen Teil einen kompakten Baukörper vor, an den sich einen Hof einfassend niedrigere Teile anschließen und sich nach Westen verjüngen, um schließlich im Glockenturm zu enden. Die gesamte Fassade des Gebäudes ist mit Rochlitzer Porphyr zu belegen.

Im Nutzungskonzept standen fünf Komponenten des Bauensembles: die Kirche mit Glockenturm, der Gemeindebereich, die Verwaltung, Wohnungen sowie ein Funktionsbereich.
Für die Gestaltung des liturgischen Bereiches hatte der Pfarrgemeinderat ein beim Entwurf der Kirche zu beachtendes Konzept entwickelt.

## Baugeschichte
Bei archäologischen Grabungen vor Baubeginn wurde neben Töpferausschussscherben, die das Töpferhandwerk in der Petersvorstadt im 16. Jahrhundert belegen, und anderen Funden auch das Lager eines Musikinstrumentenbauers entdeckt.
Mit den Gründungsarbeiten wurde im November 2012 begonnen. Zunächst wurden 104 Pfähle mit einer Länge von jeweils neun Metern in den Baugrund eingelassen, die das Fundament für den Neubau bilden. Anschließend wurden die Grundleitungen verlegt und die Grundplatten für die Kirche und das Gemeindezentrum gegossen.
Der Grundstein für den Kirchenbau wurde am 27. April 2013 gelegt. Am 28. März 2014 wurde Richtfest gefeiert, und am 5. April das Turmkreuz angebracht. Am 9. Mai 2015 wurde die Kirche durch Bischof Heiner Koch mit einem im MDR Fernsehen übertragenen Festgottesdienst geweiht.
Die geplanten Baukosten, die unter anderem aus Spenden und vom Bonifatiuswerk aufgebracht wurden, lagen bei rund 17 Millionen Euro (Gotteshaus mit Gemeindezentrum und vier angeschlossenen Wohnungen (15 Millionen Euro) sowie Innenausstattung der Kirche (2 Millionen Euro)) zuzüglich 1 Million Euro für das Grundstück. Die tatsächlichen Kosten inklusive der Umfeldgestaltung lagen bei 29,4 Millionen Euro und somit um 4,4 Millionen Euro höher als erwartet.
Die Architekten Schulz und Schulz erhielten 2016 vom World Architecture Festival 2016 die Auszeichnung „Religiöses Gebäude des Jahres“.

## Bauwerk

Modell

Das Gebäudeensemble hat einen dreieckigen Grundriss. Im Ostteil befindet sich der Kirchenraum, an den sich südlich eine Werktagskapelle und die Sakristei anschließen. Im Westteil (Spitze) befinden sich im Erdgeschoss ein großer Gemeindesaal sowie diverse Gemeindebüros; im Obergeschoss befinden sich drei Priesterwohnungen und eine Gästewohnung. Die Außenwand ist mit Rochlitzer Porphyr verkleidet. Die Spitze bildet der 50 m hohe Glockenturm, der von einem 7,50 m hohen und 700 kg schweren Kreuz aus Stahlträgern gekrönt wird.
Der Hofbereich wird nach Norden durch ein Wasserbecken und einen Wasservorhang begrenzt, der aus in das Becken fallenden Wasserstrahlen gebildet wird.
Das 22 Meter lange und drei Meter hohe Nordfenster der Kirche wurde durch den Leipziger Künstler Falk Haberkorn entworfen. Je nach Beleuchtung sind auf den Scheiben, die auch isolierende Aufgaben haben, der gesamte Text des Alten und des Neuen Testaments zu lesen. Ausführende Glasbaufirma war die in Taunusstein ansässige Firma Derix. Im Mai 2022 wurde dieses Fenster durch Vandalismus schwer beschädigt.
In Anlehnung an die Raumgestaltung der Propsteikirche von 1982, deren Orgel als Teil der Verkündigung links neben dem Altar und im Blickfeld der Kirchenbesucher platziert wurde, folgt auch die Aufstellung der Orgel der jetzigen Propsteikirche diesem Muster.

Panoramen des Kircheninnern
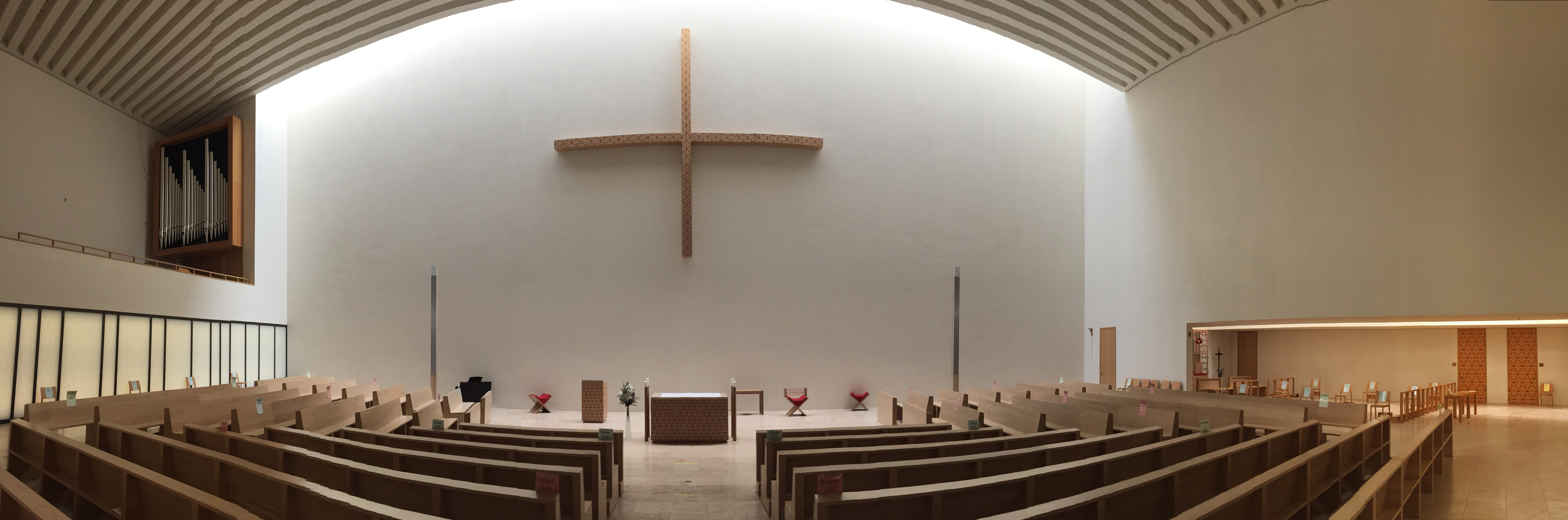
Blick zum Altar
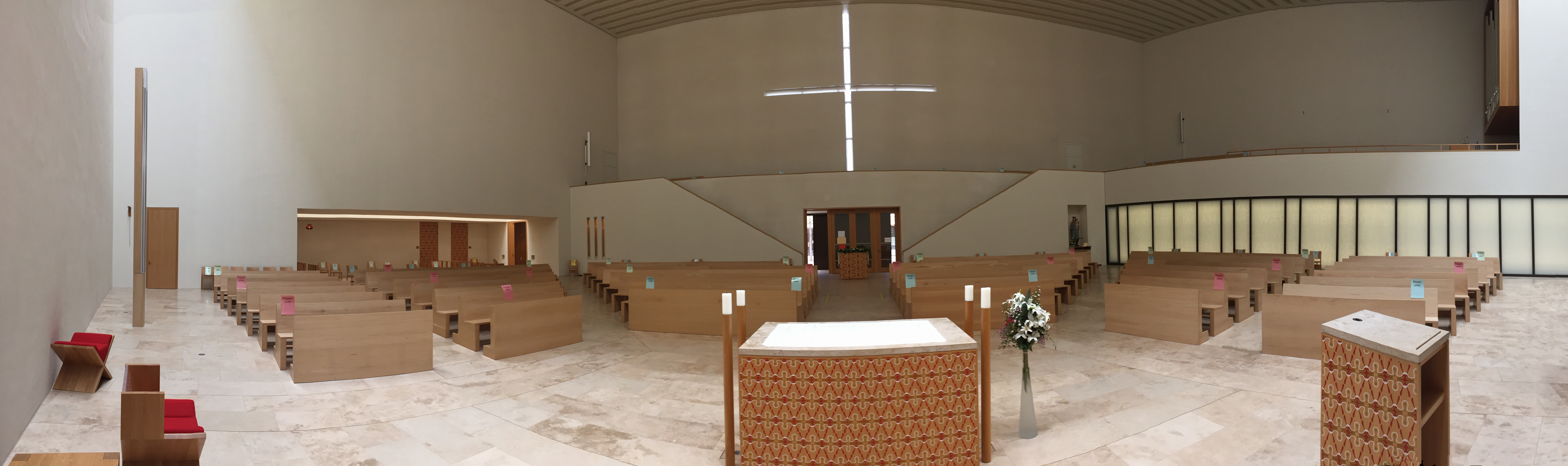
Blick vom Altar in den Kirchenraum

## Ausstattung
Altar, Ambo, Tabernakel und weitere Objekte wurden durch den kubanisch-amerikanischen Künstler Jorge Pardo entworfen.

### Orgel

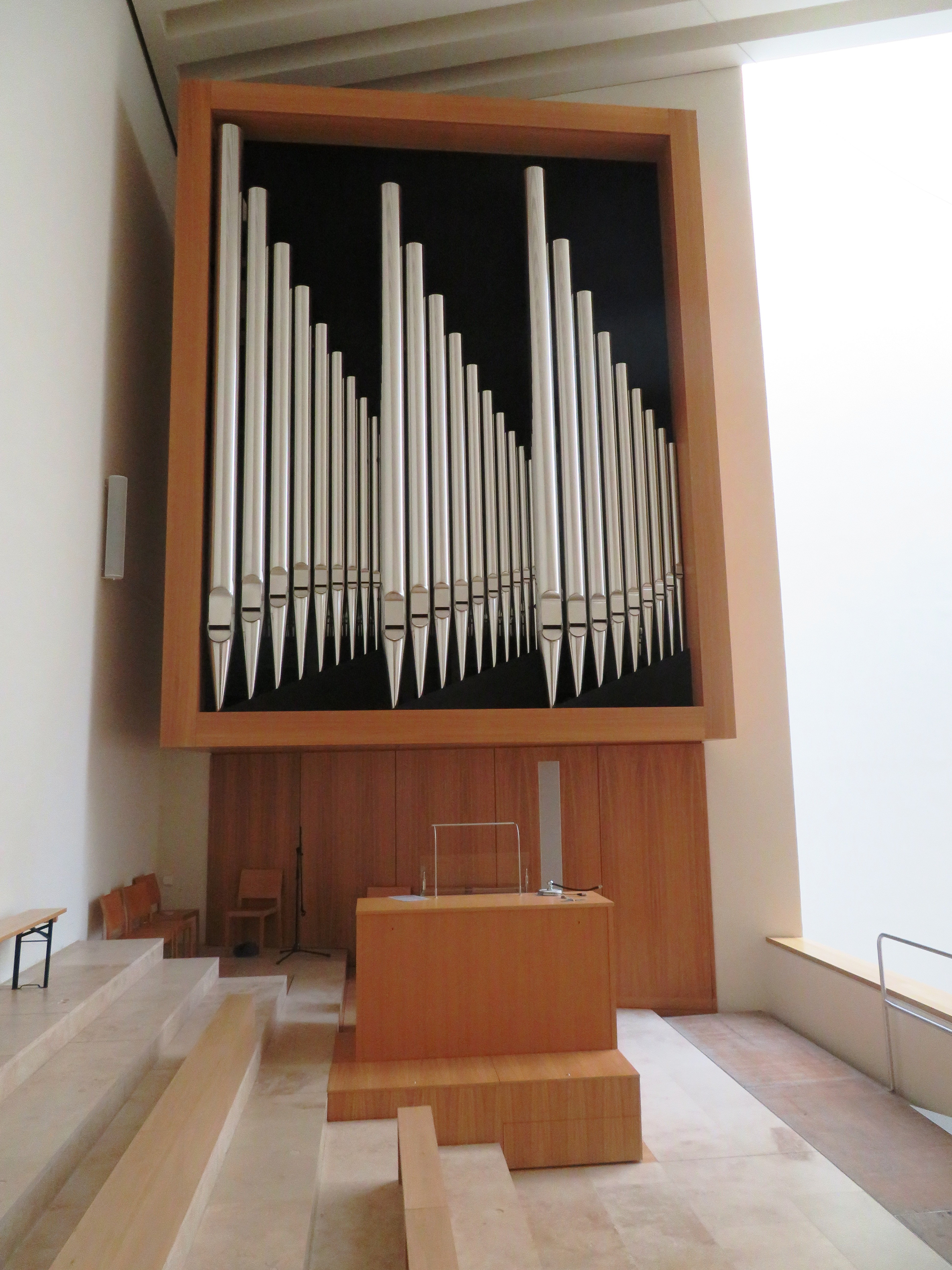
Die Vleugels-Orgel (op. 430)

Zunächst war offen, ob die in gutem Zustand befindliche Schuke-Orgel (Baujahr 1987, 2 Manuale und Pedal, 36 Register) aus der Propsteikirche von 1982 in die neue Kirche umgesetzt und für diese adaptiert, oder ein Neubau errichtet werde. Bischof Joachim Reinelt entschied auf eine neue Orgel. Für den Bau der neuen Orgel wurde ebenfalls ein Wettbewerb veranstaltet. Den Bauauftrag erhielt im Herbst 2012 die Orgelmanufaktur Vleugels (Hardheim). Die neue Orgel verfügt über 44 echte Register (2.716 Pfeifen) und zwei Transmissionen auf drei Manualen und Pedal. Das Instrument mit einem Gesamtgewicht von etwa 12 Tonnen kostete rund 750.000 Euro und ist auf der linken Seitenempore in einem dafür vorgesehenen Wandausschnitt aufgestellt. Reinelt, inzwischen Altbischof, weihte die Orgel am 27. September 2015. Die Vleugels-Orgel (Opus 430) hat folgende Disposition:
| I Hauptwerk C–a3 |                  |        |
| 01.              | Praestant        | 16′    |
| 02.              | Principal        | 08′    |
| 03.              | Flûte harmonique | 08′    |
| 04.              | Bourdon          | 08′    |
| 05.              | Gamba            | 08′    |
| 06.              | Octave           | 04′    |
| 07.              | Spitzflöte       | 04′    |
| 08.              | Quinte           | 02 ⁄3′ |
| 09.              | Superoctave      | 02′    |
| 10.              | Quinte           | 01 ⁄3′ |
| 11.              | Mixtur IV–V      | 01 ⁄3′ |
| 12.              | Cornet V         | 08′    |
| 13.              | Trompete         | 08′    |
|                  | Tremulant        |        |

| II Schwellpositiv C–a3 |                |        |
| 14.                    | Diapason       | 8′     |
| 15.                    | Rohrflöte      | 8′     |
| 16.                    | Principal      | 4′     |
| 17.                    | Flauto dolce 0 | 4′     |
| 18.                    | Nasard         | 2 ⁄3′  |
| 19.                    | Waldflöte      | 2′     |
| 20.                    | Terzflöte      | 1 3⁄5′ |
| 21.                    | Larigot        | 1 ⁄3′  |
| 22.                    | Sifflet        | 1′     |
| 23.                    | Schalmey       | 8′     |
|                        | Tremulant      |        |

| III Schwellwerk C–a3 |                      |     |
| 24.                  | Viole d’amour        | 16′ |
| 25.                  | Flûte                | 08′ |
| 26.                  | Viole de Gambe       | 08′ |
| 27.                  | Voix céleste         | 08′ |
| 28.                  | Fugara               | 04′ |
| 29.                  | Flûte octaviante     | 04′ |
| 30.                  | Doublette            | 02′ |
| 31.                  | Plein jeu IV         | 02′ |
| 32.                  | Cor anglais          | 16′ |
| 33.                  | Trompette harmonique | 08′ |
| 34.                  | Hautbois             | 08′ |
| 35.                  | Clairon harmonique   | 04′ |
| 36.                  | Voix humaine         | 08′ |
|                      | Tremulant            |     |

| Pedalwerk C–g1 |                       |         |
| 37.            | Kontrabass            | 16′     |
| 38.            | Subbass               | 16′     |
| 39.            | Praestant (= Nr. 1) 0 | 16′     |
| 40.            | Zartbass (= Nr. 24)   | 16′     |
| 41.            | Quintbass             | 10 2⁄3′ |
| 42.            | Octavbass             | 08′     |
| 43.            | Gedecktbass           | 08′     |
| 44.            | Choralbass            | 04′     |
| 45.            | Posaune               | 16′     |
| 46.            | Trompete              | 08′     |

mechanische Spieltrakturen, elektrische Ansteuerung für die Prospektpfeifen des Praestant 16′
- Koppeln
  - Normalkoppeln: II/I, III/I, III/II, I/P, II/P, III/P
  - Suboktavkoppeln: III/I, III/III
  - Superoktavkoppeln: III/I, III/III, III/P

### Glocken
Die Kirche besitzt ein Geläut aus fünf bronzenen Glocken.
In das neue Geläut wurden zwei Klangkörper des Geläuts der Propsteikirche von 1982 (Schlagton f1 mit 950 kg Gewicht und Glockenspruch Sursum corda (Erhebet die Herzen) sowie Schlagton g1 mit 660 kg Gewicht und Glockenspruch Deo gratias (Dank sei Gott)), das 1981 von Glockengießermeister Franz Peter Schilling in Apolda gegossen wurde, übernommen.
Drei Glocken wurden neu gegossen. Der Guss fand am 15. Dezember 2017 in der Innsbrucker Glockengießerei Grassmayr statt, die Glockenweihe am 5. Mai 2018 in Leipzig durch Bischof Heinrich Timmerevers.
Die größte Glocke des Geläuts mit dem Schlagton c1 ist neu, wiegt 1.700 kg, hat einen Durchmesser von etwa 1,5 Meter und trägt den Glockenspruch Wir brauchen die Gnade der Einheit – ein Zitat von Paulinerkirchenprediger Gordian Landwehr – sowie den Schriftzug Anno Domini 2017. Auch die zweitgrößte Glocke mit dem Schlagton es1 ist neu, wiegt 1.150 kg und trägt den Glockenspruch Pax vobis (Friede sei mit euch). Auch trägt sie die Jahreszahlen 1847 (= Weihejahr der Kirche in der Rudolphstraße), 1981 (= Gussjahr der Glocken aus Apolda für die Kirche im Rosental) und 2017 (= Neuguss). Auch die kleinste Glocke mit dem Schlagton b1 ist neu, wiegt 490 kg und trägt den Glockenspruch Ecce Dominus veniet (Siehe, kommen wird der Herr). Alle Glocken hängen an geraden Holzjochen in einem Holzglockenstuhl. Der Antrieb erfolgt mit Linearmotoren.
Ursprünglich war geplant, auch die einzig verbliebene Glocke aus der ersten Propsteikirche mit dem Schlagton c2 (1937 von Firma Grüninger gegossen, der Heiligen Familie geweiht, Gewicht 240 kg) in das neue Geläut zu integrieren. Die Schwingungsfrequenz dieser kleinsten und am schnellsten pendelnden Glocke des Geläuts lag jedoch wider Erwarten zu nahe an der Resonanzfrequenz des Turmes; der Turm würde dadurch langfristig geschädigt. Daher sollte die kleine Glocke an einem anderen Platz im Gebäudeensemble der neuen Propsteikirche untergebracht und starr aufgehängt angeschlagen werden können. Diese Pläne zerschlugen sich aufgrund der Zerstörung der damals noch in der zweiten Propsteikirche stehenden Glocke durch Metalldiebe im September 2016. Der Glockenstuhl bleibt dennoch für eine sechste, langsamer schwingende Glocke mit dem Schlagton as1, die, wenn die Finanzlage es erlaubt, gegossen werden soll, vorbereitet.
| Nr. | Name/Inschrift                                    | Gussjahr | Gießer, Gussort               | Masse (in kg) | Durchmesser (in mm) | Nominal |
| --- | ------------------------------------------------- | -------- | ----------------------------- | ------------- | ------------------- | ------- |
| 1   | Wir brauchen die Gnade der Einheit                | 2017     | Grassmayr, Innsbruck          | 1.700         | ~ 1.500             | c1      |
| 2   | Pax vobis (Friede sei mit euch)                   | 2017     | Grassmayr, Innsbruck          | 1.150         | 1310                | es1     |
| 3   | Sursum corda (Erhebet die Herzen)                 | 1981     | Franz Peter Schilling, Apolda | 0.950         | 1150                | f1      |
| 4   | Deo gratias (Dank sei Gott)                       | 1981     | Franz Peter Schilling, Apolda | 0.660         | 1020                | g1      |
| 5   | Ecce Dominus veniet (Siehe, kommen wird der Herr) | 2017     | Grassmayr, Innsbruck          | 0.490         | 900                 | b1      |

## Rezeption
Einerseits wird der Name des Kirchenbauwerks wegen der Blockformen mit Bezug auf das Computerspiel Tetris von Kritikern als „Sankt Tetris“ verballhornt, andererseits wurde das Bauwerk vom Bund deutscher Architekten 2016 mit dem BDA-Architekturpreis „Nike“ für Symbolik ausgezeichnet.

## Finanzielle Zuwendungen
Die Kirche kostete insgesamt 29,4 Millionen Euro und somit deutlich mehr, als ursprünglich geplant.
- Das Bonifatiuswerk unterstützte diesen Kirchenneubau mit zweckgebundenen Spenden in Höhe von 2,7 Millionen Euro sowie mit weiteren 1,5 Millionen Euro aus der Bauhilfe.[39]
- Am 8. Februar 2009 wurde deutschlandweit in allen katholischen Gottesdiensten für diesen Kirchenneubau gesammelt. Dabei kamen Spendengaben in Höhe von 2,2 Millionen Euro zusammen.[40]
- Bis Ende Oktober 2016 waren mehr als 7,1 Millionen Euro an Spenden für den Kirchenneubau angekommen.[41]